# Bathophilus altipinnis
Bathophilus altipinnis es una especie de pez de la familia Stomiidae en el orden de los Stomiiformes.

## Morfología
• Los machos pueden llegar alcanzar los

## Hábitat
Es un pez de mar y de aguas  tropicales que vive entre 170- 1.463 m de profundidad.

## Distribución geográfica
Se encuentra en Bermuda.